# Заболотье (городской округ Домодедово)
Заболотье — деревня в городском округе Домодедово Московской области.

## География
Находится на реке Пахра между городами Домодедово и Подольск, приблизительно в 6 км к запад-северо-западу от железнодорожной станции Домодедово.

## История
Первое упоминание о деревне датируется 1646 годом. Тогда в нём уже стояло 20 дворов. Проживало 45 мужчин.. В первой половине 16 столетия вблизи Заболотья располагались резервные войска русской армии. Здесь их сосредоточили для защиты южных рубежей Московского государства от посягательства крымских татар на русские земли. Они пытались захватить и разграбить деревни, пленить местное население.
На протяжении первой половины XVI века крымские татары 48 раз нападали на приграничные русские территории. В 18 столетии Заболотье относилось к 119 округе Московского уезда. Её владельцем был князь Яков Шеховский. В 1759 году произошло межевание деревни, в процессе которого землемер определил её точные границы.
Заболотье в то время имело более 205 десятин пашенных земель, лесной массив, луга для сенокоса, пруд и болота. Всего к деревне относились угодья, которые лежали на 326 десятинах 190 саженях земли. В 1842 году во владениях князя Шихавского в деревне Заболотье проживало 90 человек. От Миюзской заставы она находилась в 13 верстах.
В 1852 году численность населения выросла до 232 жителей. В их числе было 182 крестьянина и 50 дворовых. Рядом с господским домом находился сад с оранжереей. В 1862 году проживало 98 женщин и 87 мужчин. Стояло 36 дворов с огородами.
В 1884 году после административных преобразований Заболотье вошло в состав Троицкой волости во второй стан 2-го уряда. В деревне в то время развивалось кустарно-бархатное производство. В 1890 году в ней насчитывалось 180 жителей. К 1899 году их численность выросла до 230 человек.
В начале советского периода, в 1926 году, деревня вошла в состав Коммунистической волости Московского уезда. Заболотье тогда стало центром Заболотьевского сельсовета. В деревне находилось 51 крестьянское хозяйство. Насчитывалось 246 жителей.

## Население
| 1646 | 1842 | 1852 | 1862 | 1890 | 1899 | 1926 | 2002 | 2010 | 2025 |
| 45   | 90   | 232  | 185  | 180  | 230  | 246  | 76   | 65   | 65   |

Национальный состав (2002): русские — 98 %.

## Улицы
· Ул.Новая
·Ул.Амарант
·Ул.Деревня Заболотье
·Ул.Шоссейная
·Ул.Дорожная